# Bound for Glory (2011)
Bound for Glory fue la séptima edición de Bound for Glory, un evento pago por visión de lucha libre profesional producido por la Total Nonstop Action Wrestling. El evento tuvo lugar el 16 de octubre de 2011 desde el Liacouras Center en Filadelfia, Pensilvania

## Resultados
- Dark Match: Mexican America (Hernández & Anarquía) (con Sarita & Rosita) derrotaron a Ink Inc. (Shannon Moore & Jesse Neal)(con Toxine) reteniendo el Campeonato Mundial en Parejas de la TNA.
- Austin Aries (c) derrotó a Brian Kendrick reteniendo el Campeonato de la División X de la TNA.
  - Aries cubrió a Kendrick después de un "Brainbuster".
- Rob Van Dam derrotó a Jerry Lynn en un Full Metal Mayhem Match.
  - Van Dam cubrió a Lynn después de un "Coast to Coast" sobre una escalera con una silla.
  - Después de la lucha, ambos se dieron la mano en señal de respeto.
- Crimson derrotó a Samoa Joe & Matt Morgan.
  - Crimson cubrió a Joe después de un "Spear"
- Mr. Anderson derrotó a Bully Ray en un Philadelphia Falls Count Anywhere Match.
  - Anderson cubrió a Ray después de un "Mic Check" contra una mesa.
- Velvet Sky derrotó a Winter (c) (con Angelina Love), Mickie James y Madison Rayne) con Karen Jarrett como árbitro especial, ganando el Campeonato de Knockouts de la TNA.
  - Sky cubrió a Rayne después de un "In Yo Face".
  - Durante la lucha, Tracy Brooks acudió a realizar el conteo.
- A.J. Styles derrotó a Christopher Daniels en un "I Quit" Match.
  - Styles ganó después de que Daniels se rindiera cuando le amenazó con un destornillador.
  - Después de la lucha, Daniels le aplicó a Styles un "Angel's Wings" en el escenario.
- Sting derrotó a Hulk Hogan (con Ric Flair).
  - Sting forzó a Hogan a rendirse con un "Scorpion Deathlock"
  - Como consecuencia, Hulk Hogan le dio el control de TNA a Dixie Carter.
  - Después de la lucha, Inmortal atacó a Sting, pero Hogan abandonó a Inmortal y ayudó a Sting, cambiando a face.
- Kurt Angle derrotó a Bobby Roode reteniendo el Campeonato Mundial Peso Pesado de la TNA.
  - Angle cubrió a Roode después de un "Angle Slam".
  - Durante el conteo de tres, Angle agarró la tercera cuerda y Roode tenía el brazo debajo de la primera, pero el árbitro no lo vio.